# Army Life
Army Life è il primo singolo, nonché primo lavoro, della band hardcore punk The Exploited, pubblicato dalla Exploited Record Company.
Il singolo contiene il brano "Army Life" che parla dell'esperienza vissuta dal cantante del gruppo Wattie Buchan all'interno dell'esercito.
Il brano si scaglia contro la leva obbligatoria, ancora vigente nella Gran Bretagna degli anni 80, e il concetto di esercito, basato sulla violenza, trasforma i giovani in "macchine per uccidere.
Army Life appena uscito ha riscosso molto successo, si è piazzato al sesto posto nella classifica indipendente ed è rimasto per 18 settimane nella top 20.
Oltre a "Army Life", il singolo, nel lato B, contiene "Crashed Out" e "Fuck a Mod".

## Tracce

### Lato A
1. Army Life

### Lato B
1. Crashed Out
2. Fuck a Mod

## Formazione
- Wattie Buchan - voce
- Big John Duncan - chitarra
- Gary McCormack - basso
- Dru Stix - batteria